# Rasdorf
Rasdorf är en kommun och ort i Landkreis Fulda i Regierungsbezirk Kassel i förbundslandet Hessen i Tyskland. 
Kommunen bildades 1 april 1972 genom en sammanslagning av de tidigare kommunerna Grüsselbach, Rasdorf und Setzelbach i den nya kommunen Rasdorf.